# Wasserdampfdurchgangswiderstand
Wasserdampfdurchgangswiderstand Ret ist nach DIN EN 343 die „Wasserdampf-Partialdruckdifferenz zwischen den zwei Oberflächen eines Materials geteilt durch den resultierenden Verdampfungswärmefluss je Flächeneinheit in Richtung des Gradienten. Der Verdampfungswärmefluss kann sowohl aus Diffusions- als auch aus Konvektionskomponenten bestehen. Der Wasserdampfdurchgangswiderstand Ret, ausgedrückt in Quadratmeter mal Pascal je Watt, ist eine für textile Materialien oder Materialkombinationen spezifische Größe, die den „latenten“ Verdampfungswärmefluss durch eine vorgegebene Fläche in Reaktion auf einen stetig einwirkenden Wasserdampfdruckgradienten bestimmt.“
EN343 definiert vier Klassen

1: 40 < Ret

2: 25 < Ret < 40

3: 15 < Ret < 25

4: Ret < 15
Im allgemeinen Sprachgebrauch wird auch von „Atmungsaktivität“ gesprochen. Je geringer Ret ist, desto atmungsaktiver ist ein Material.
Im Gegensatz zum Wasserdampfdurchgangswiderstand dient der Wasserdampfdiffusionswiderstand zur Bewertung des Wasserdampftransports durch Materialien, die (annähernd) luftdicht sind und somit keinen Konvektionsstrom erlauben. Relevant ist der Wasserdampfdiffusionswiderstand etwa in Gebäuden mit luftdichter Gebäudehülle und bei porösen Materialien, die aufgrund der Materialstärke kaum Konvektion zulassen.